# Symsagittifera roscoffensis
Symsagittifera roscoffensis är en plattmaskart som först beskrevs av Graff 1891.  Symsagittifera roscoffensis ingår i släktet Symsagittifera och familjen Sagittiferidae. Inga underarter finns listade i Catalogue of Life.